# William Read Scurry
William Read Scurry (10 février 1821 – 30 avril 1864) est un général de l'armée des États confédérés lors de la guerre de Sécession.

## Avant la guerre
Scurry naît à Gallatin, Tennessee. Il part pour le Texas en 1839 et devient avocat et procureur de district. Scurry épouse Janette (Jeannitte) B. Sutton le 17 décembre 1846 et a sept enfants. Il représente le comté de Red River lors du neuvième Congrès de la république du Texas en 1844 et 1845, et siège à la chambre des représentants en 1845, promouvant l'annexion du Texas par les États-Unis. S'engageant comme soldat lors de la guerre américano-mexicaine, Scurry atteint le grade de commandant en juillet 1846. Par la suite, il pratique le droit à Clinton, au Texas, et est copropriétaire et rédacteur en chef de l'Austin State Gazette. En 1856, Scurry devient un délégué démocrate de l'État à la convention de nomination, et, en 1861, il est délégué à la convention de sécession.

## Guerre de Sécession
En juillet 1861, il devient lieutenant-colonel du 4th Texas Cavalry, faisant partie de la brigade de Sibley qui lance la campagne du Nouveau-Mexique au début de 1862. Il se distingue comme officier à la bataille de Valverde, les 21-22 février, 1862, et ainsi lors du commandement des forces confédérées lors de la bataille de Glorieta Pass, du 26 au 28 mars 1862. Il est promu colonel le 28 mars 1862, et par la suite joue un rôle clé lors de la retraite confédérée du Nouveau-Mexique. Il est promu brigadier général le 12 septembre 1862. De concert avec ses collègues vétérans du Nouveau-Mexique, il contribue à la reprise de Galveston, au Texas, le 1er janvier 1863.
Scurry prend le commandement de la troisième brigade de la division du Texas de Walker en octobre 1863 et la dirige lors de la bataille de Mansfield et celle de Pleasant Hill, en avril 1864. La troisième brigade, est ensuite transférée en Arkansas pour combattre contre le général Frederick Steele, qui est sur le point d'envahir le Texas. Scurry est tué à la bataille de Jenkins' Ferry le 30 avril 1864, et est enterré dans le cimetière de l'État à Austin, au Texas, en mai 1864. Le Texas a érigé un mât de treize pieds de haut, en marbre blanc sur sa tombe. Le comté de Scurry, au Texas, est nommé en son honneur.